# Eulophia macowanii
Eulophia macowanii är en orkidéart som beskrevs av Robert Allen Rolfe. Eulophia macowanii ingår i släktet Eulophia och familjen orkidéer. Inga underarter finns listade i Catalogue of Life.